# ボイコット

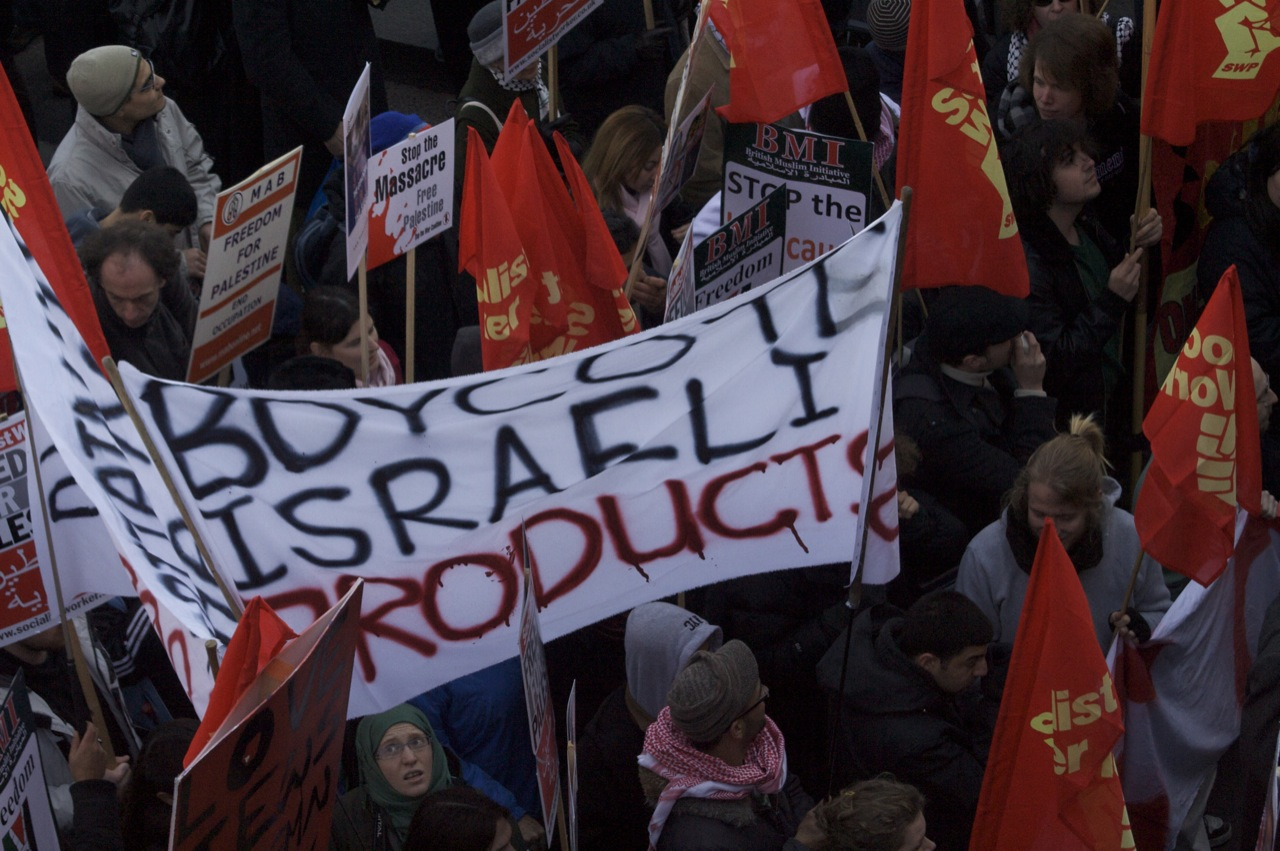
ガザ紛争に抗議してイスラエル製品のボイコットを呼びかける活動家たち。

ボイコット（英: boycott）は、ある集団が自分たちの考えや要求を実現させる目的で特定の相手に不買、拒否、排斥などを行うこと。

## 概要
ボイコットは主に下記のような行動を指す。
1. 団結して特定の人物を排斥すること。
2. 消費者が同盟して商品の購入を行わない（不買運動）、又はサービス、納税、料金の支払等を拒否する。
3. 事業者が同盟して、他の事業者に商品の販売、又はサービスの提供を行わない。
4. 一致して授業や会議、テレビ番組、ラジオ番組などへの出席を放棄すること。

これらとは逆に、店などに詰めかけ料金などを積極的に支払い相手に要求を呑ませようとする行動を逆ボイコット（リバースボイコット、購入奨励運動、reverse boycott）という（例：Carrotmob）。

## 由来

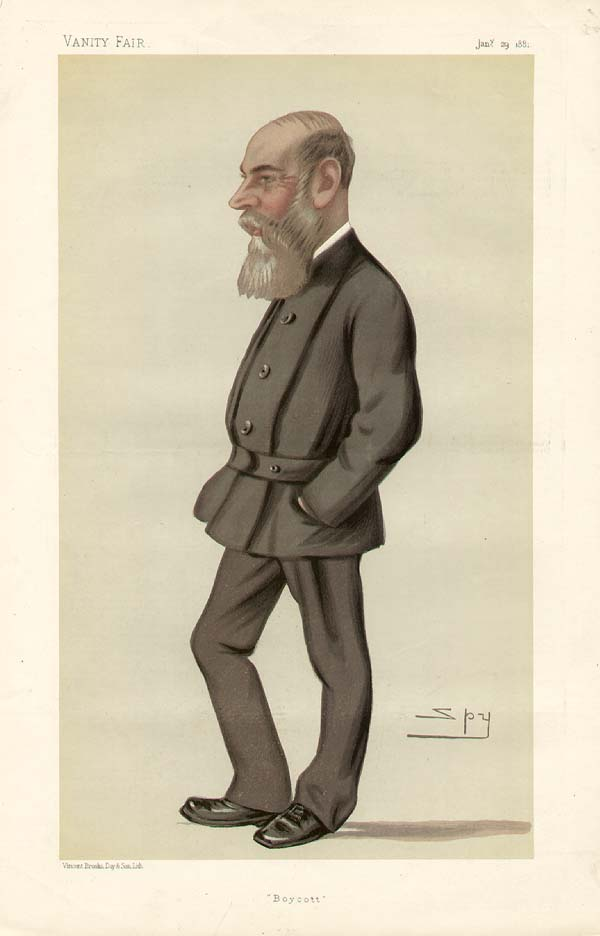
『ヴァニティ・フェア』に掲載されたボイコットの風刺画

ボイコットと言う単語は、不在地主のアーン伯爵の土地差配人であるメイヨー県在住のチャールズ・ボイコット大尉にちなんだもので、アイルランド土地戦争の間に英語に取り入れられた。ボイコット大尉は、1880年にアイルランド土地同盟によって社会的排斥追放の目標とされた。その年の収穫が悪かったため、アーン伯爵は小作人に賃料の10%減免を申し出た。その年の9月、抗議する小作人は25%の減免を要求したが、アーン伯爵はこれを拒否した。そのため、ボイコット大尉は、11人の小作人を土地から立ち退かせた。アイルランド人政治家のチャールズ・スチュワート・パーネルは、暴力に訴えるのではなく、その地域のすべての者は小作人が立ち退かされた農場を引き継いだ小作人を避けるべきだと呼びかけた。パーネルのスピーチは土地差配人や地主に言及はしていなかったが、この戦術は、明け渡しに関して警告が発せられたとき、最初にボイコット大尉に適用された。この行動は短期には経済的困難があったのにもかかわらず、ボイコットはすぐに孤立していることに気づいた。彼の労働者は農場や厩舎だけではなく、屋敷でも仕事をやめた。地域の実業家は彼との取引を停止し、地域の郵便配達人は郵便を届けることを拒絶した。ボイコット大尉を対象にした協調行動は、彼が任務である収穫を果たすために誰も雇うことができないことを意味した。ボイコットは1880年12月1日にアイルランドを去った。
収穫の後、「ボイコット」は成功裏に継続され、すぐに至るところに新語として現れた。ニューヨーク・トリビューン誌の記者ジェームズ・レッドパスが、国際誌に最初にこのボイコット運動のことを書いた。アイルランド人作家ジョージ・ムーアは「彗星のように動詞「ボイコット」が現れた。」と報告している。1880年11月にタイムズ誌は組織的な孤立をあらわす用語として用いた。マイケル・ダビットの著書"The Fall of Feudalism in Ireland"の説明によると、この用語はメイヨー県のジョン・オマリー神父によって「地主もしくはボイコットのような土地差配人に適応される排斥を意味する」ようになった。タイムズ誌は1880年11月20日に最初に「ニューパラスの人々は「ボイコット」することを決意し、食料と飲料の供給をしなかった。」と報道した。デイリーニュース誌は、1880年12月13日に「すでに強固な意思を持つ者も、あらゆる所で「ボイコット」される恐怖に屈服しつつある。」と書いた。翌年の1月までに、この言葉は「大自然が目覚め…キューからマイルエンドまでロンドンを「ボイコット」した。」と比喩的に使われていた。

## 抗議行動としてのボイコット
公権力機関（政府、官庁、自治体、学校、行政機関）や法人など、組織的に強い力を持つ団体を相手に、抗議行動としてボイコットを行なうことがある。
歴史上著名なボイコットに、モンゴメリー・バス・ボイコット事件がある。これは、1955年、アメリカ合衆国アラバマ州モンゴメリー市で、公営バスの運転手の命令に背いて、白人に席を譲るのを拒んだアフリカ系アメリカ人ローザ・パークスがジム・クロウ法違反で逮捕されて、州簡易裁判所の罰金刑を宣告されたことに端を発し、公共交通機関における人種差別に抗議して行なわれた。
当時貧しい黒人にとって、路線バスは必須の公共交通機関で、利用者の75パーセント以上を占めていた黒人たちがバスを利用せず、黒人の車に同乗したり、どこへ行くにも徒歩を用いたため、路線バスを運営するモンゴメリー市の財政に大きな打撃を与えた。連邦最高裁は罰金刑を取り消し、バス車内の人種分離はアメリカ合衆国憲法に違憲であると認定され、判決の翌日にボイコットが終熄している。ボイコットを指導したマーティン・ルーサー・キングは、勝利を期に全米各地で公民権運動を展開、ワシントン大行進など数多くの抗議行動で圧力をかけ、アメリカ合衆国議会で公民権法を成立させた。
日本では、1960年代の森永ヒ素ミルク中毒事件における森永乳業製品不買運動、1978年（昭和53年）に読売ジャイアンツがドラフト会議をボイコットした江川事件などが知られる。また、東北地方などでは1988年（昭和63年）、時のサントリー社長・佐治敬三による東北熊襲発言に抗議し、サントリー製品のボイコットが展開された。2002年（平成14年）から、音楽著作権保護を名目に導入が開始された「コピーコントロールCD」から反発する形でCCCD購入ボイコットが発生した。2007年（平成19年）頃から、六ヶ所村核燃料再処理施設による放射能汚染の危険性と、受け入れた地元への抗議を訴えるため、坂本龍一らによるSTOP ROKKASHOが、青森県、岩手県の産品の不買運動を展開している。
2010年（平成22年）12月8日、東京都青少年健全育成条例改正問題に関連し、角川書店の社長、井上伸一郎がTwitterにて「東京国際アニメフェアへの出展を取りやめる」と表明。12月10日には、コミック10社会に加盟する各社も追随している。なお角川書店らは、2011年の国際アニメフェアと同日に対抗イベントとして「アニメ コンテンツ エキスポを開催する」ことにしていたが、2011年（平成23年）3月11日の東北地方太平洋沖地震発生により、両イベントとも中止となった。
大韓民国では、日本がワッセナー・アレンジメントでのキャッチオール規制で、貿易の輸出優遇措置を受けられる「ホワイト国」の対象国から、大韓民国を除外する外国為替及び外国貿易法の輸出貿易管理令改正を、安倍内閣が閣議決定したことに反発して、日本製品の不買運動が起きた。
2020年8月、黒人男性が警察官に撃たれるジェイコブ・ブレークへの銃撃事件が発生。事件に抗議する動きがアメリカのプロスポーツ界に広がり、バスケットボール、野球、テニスなどで試合のボイコットが発生した。

## 政治上のボイコット
国会など議会では、与党の強引な審議や強行採決に対してしばしばボイコットが行われる。その理由は多岐にわたる。
地方自治体の住民投票条例による住民投票において、一定の投票率を満たさないと開票されない場合、開票すると結果がある一定の結論に達することが目される場合、投票を棄権することで一定の投票率を満たさないことで開票を阻止するボイコット運動も見られる。
国際社会でも、さまざまな場面でボイコットが行われている。冷戦を背景とした1980年代のオリンピック集団ボイコット合戦はとくに有名である。ソビエト連邦のアフガニスタン侵攻に抗議するために日本を含む西側諸国が1980年のモスクワオリンピックを集団ボイコットし、1984年にはこれへの報復として東側諸国がロサンゼルスオリンピックを集団ボイコットした。その前には、南アフリカ共和国のアパルトヘイトを背景に、1976年のモントリオールオリンピックでアフリカ諸国がボイコットした例も存在する。
国家権力者が特定の企業に対してボイコット（不買運動）を支持者に向けて呼び掛けることもある。アメリカ合衆国のドナルド・トランプ大統領は、工場を国外に移す動きを見せたハーレー・ダビッドソン社のオートバイ や従業員のスローガン掲示を認めなかったグッドイヤー社のタイヤの不買運動を呼び掛けたことがある。

## 企業に対する自然発生型ボイコット
企業の社会的不正を受けて、本来、個人的な企業製品サービスの忌避が、インターネットを通じた形態をもたないボイコット活動になっている。
対象が特定できないが故に、政治経済活動にあたって情報の発信元である個人をある程度グループ分けして管理しようとする目的で、インターネットにおいてもクローズの型を模索する動きが広告会社や政治パーティで試行されてきている。
なお、社会的不祥事を起こした企業・団体に対し、反省および消費者に対する誠意が足りないと、経済的打撃を与える目的で、不買ムード（嫌気）が高まるというケースもある。
近年だと雪印乳業、三菱自動車工業および三菱ふそう、NHK（NHK受信料）、パロマ、不二家、東京電力、ワタミ、ゼンショー（すき家）、西武グループがある。
また特筆すべき事例として、1970年代の森永ヒ素ミルク中毒事件における「森永製品不買運動」がある。これは公害事件の森永乳業が、ヒ素中毒被害者の救済を、長年月に亘って拒否し続けることに抗議して、森永製品の不買を全国民的に取り組まれたもので、第二次世界大戦後史上最大規模のボイコット運動である。
また毎日デイリーニューズWaiWai問題のように、毎日新聞社を（広告と言う形で）スポンサードしている企業群に対して、直接問題には関わっていないにもかかわらず「問題を起こした企業をサポートしている」という理由で、毎日新聞の不買ムードが高まり、ウェブ広告の掲載が無くなった事例も発生している。

## 労働争議としてのボイコット
労働争議としてのボイコットとは、労働者が使用者に経済的打撃を与え、自らの団体目的達成を目指するために自社製品の購買を控えるように訴える行為である。不買運動ともいう。原則として合法であるが、使用者の取引先に自社との取引停止ないし不買を働きかける二次的不買運動は違法とされている。

## 放送局・番組に対するボイコット

### 出演者側のボイコット
政治討論番組などで、生放送中に意見に相反する討論が白熱した際に罵倒されたりすると番組中降板などがある。また、番組のスタッフや制作会社やテレビ局や出演者や協賛会社など自身の意図を相反した場合に出演ボイコット・協賛ボイコットなどの騒動が起きることがある。

### 視聴者側のボイコット運動
- 1978年、日本PTA全国協議会が「低俗テレビ番組を野放しにできない」として、独自に選んだワースト番組（1位は『8時だョ!全員集合』）の放送中止をテレビ局や番組スポンサーに求める運動を起こした。PTA側はチャンネルの切り替え運動や商品の不買運動までちらつかせながら文書による回答を求めたが、テレビ局や企業などはほぼ黙殺[14]、番組の中止や改変には至らなかった。
- 2011年のフジテレビ騒動に伴いフジテレビ抗議デモなどが発生した。

### スポンサー（企業）側のボイコット
2025年1月、週刊誌から男性タレント（当時）による女性トラブルに関して、フジテレビの社員が関与していたという疑惑が報じられた。それに伴う、フジテレビの対応に不信感を持った多数の企業が同局に出稿しているCMの放映を停止するなどの社会問題にまで発展した。

## プロ野球におけるボイコット
プロ野球において、球団の姿勢に対する不満から不買運動や、自然発生的な買い控えが起こった例としては、巨人の江川事件や長嶋茂雄監督解任の際に読売新聞・報知新聞の部数が減少した例などがある。
2004年のプロ野球再編問題では、オーナー側に立った（オーナーそのもの）読売新聞社や夕刊フジに対して、不買運動が起きた。